# Furuby landskommun
Furuby landskommun var en tidigare kommun i Kronobergs län.

## Administrativ historik
Den 1 januari 1863 började kommunalförordningarna gälla och då inrättades cirka 2 500 kommuner (städer, köpingar och landskommuner), tillsammans täckande hela landets yta.
I Furuby socken i Konga härad i Småland inrättades då denna kommun. Kommunreformen 1952 innebar att denna landskommun uppgick i Hovmantorps köping. Vid dess upplösning 1971 uppgick Furuby i Växjö kommun.

## Politik

### Mandatfördelning i Furuby landskommun 1938-1946
| 1 | 5 | 8 | 1 |

| 15 |

| 3 | 4 | 8 |

| 15 |

| 4 | 8 | 3 |

| 15 |